# Gerard Nijboer
Gerhardus Marinus Maria Nijboer (Hasselt, Nizozemska, 18. kolovoza 1955.) je bivši nizozemski maratonac i europski prvak. U domovini se smatra najuspješnijim nacionalnim maratoncem.

## Karijera
Nijboer je 1980. osvojio svoj prvi Amsterdamski maraton s vremenom 2:09:01 što mu je do kraja sportske karijere bio osobni rekord. To je ujedno bio i nacionalni maratonski rekord koji je srušen tek 2003. Također, iste godine (1980.) Nijboer je postao i olimpijski viceprvak u Moskvi a bolji od njega bio je tek istočnonjemački predstavnik i branitelj naslova Waldemar Cierpinski (sa sedamnaest sekundi boljim vremenom). 1982. bio je europski prvak na atletskom prvenstvu u Ateni dok je u domovini proglašen sportašem godine. Amsterdamski maraton osvajao je još tri puta, odnosno 1984., 1988. i 1989.
Gerard Nijboer trenutno radi u nizozemskom atletskom savezu.

## Vanjske poveznice
- Nijboerov profil na Sports-reference.com  Arhivirana inačica izvorne stranice od 18. listopada 2010. (Wayback Machine)